# Sarah Steele
Pour les articles homonymes, voir Steele.
 (octobre 2018).
Sarah Jane Steele, née le 16 septembre 1988 à Philadelphie, est une actrice américaine, surtout connue pour son rôle de Marissa Gold dans le drame juridique The Good Wife et dans son spin-off The Good Fight.

## Biographie

### Enfance et formation
Sarah Steele est né à Philadelphie, Pennsylvanie. Sa mère, Katherine A. High, est médecin hématologue oncologue à l'Université de Pennsylvanie, et son père, George Steele, est un médecin spécialisé en nutrition qui a été à la faculté de Médecine de l'Université de Pennsylvanie. Steele s'est diplômée en 2006 à The Episcopal Academy, une école privée dans le sud-est de la Pennsylvanie. Elle est diplômée de l'Université de Columbia en 2011 avec un B. A. en littérature comparée.

### Carrière
Après son rôle dans le film Spanglish en 2004, Steele apparaît sur le petit écran, dans un épisode de New York, police judiciaire, New York section criminelle et dans d'autres films : M. Gibb, avec Hayden Panettiere, Tim Daly et Dan Hedaya et Margaret, avec Matt Damon, Matthew Broderick, Anna Paquin, Mark Ruffalo, et Allison Janney.
Steele est aussi apparue dans des productions d'Off-Broadway : Les Belles années de Miss Brody, de septembre 2006 à décembre 2006 à Acorn Theater. De 2007 à 2008, elle a joué dans Speech & Debate. De janvier à mars 2012, elle est apparue dans Russian Transport, jouant le rôle de Mira. À la fin de 2014 elle fait ses débuts à Broadway dans Donald Margulies The Country house par Donald Margulies. Elle y joue la petite-fille, Susie. En 2015, elle joue dans The Humans, d'abord avec Off-Broadway, puis à Broadway.
En 2009, Steele est apparue dans la série Gossip Girl en tant que Kira Abernathy, la rivale de Jenny Humphrey et l'amie d'Eric Van Der Woodsen. Elle est apparue dans plusieurs épisodes de The Good Wife en 2011 comme Marissa Gold, la fille d'Eli Gold (Alan Cumming). Elle a repris son rôle en 2017 dans The Good Fight.

## Filmographie

### Cinéma
| Année | Titre                                     | Rôle                    | Notes                            |
| ----- | ----------------------------------------- | ----------------------- | -------------------------------- |
| 2004  | Spanglish                                 | Bernice "Bernie" Clasky |                                  |
| 2006  | M. Gibb                                   | Ambre Jinx              | sorti en DVD, comme Le Bon Élève |
| 2008  | Man                                       | Maggie                  | Court-métrage                    |
| 2008  | Les Plus Chanceux (The Lucky Ones (en))   | Fille avec la veste     |                                  |
| 2008  | Vieux Jours                               | Carla                   | Court-métrage                    |
| 2009  | My Father's Will                          | Nancy Curtis            |                                  |
| 2010  | Veuillez Donner                           | Abby                    |                                  |
| 2010  | Monkeywrench                              | NC                      | Court-métrage                    |
| 2011  | Margaret                                  | Becky                   |                                  |
| 2012  | Last Kind Words                           | Katie                   |                                  |
| 2013  | La Liste Des Tâches (The To Do List (en)) | Wendy                   |                                  |
| 2013  | Relics                                    | Shelley                 | Court-métrage                    |
| 2014  | La Voie De La Guérison (The Mend (en))    | Sarah                   |                                  |
| 2014  | Adultes Débutants                         | Sarah                   |                                  |
| 2014  | Tout Est Relatif                          | Beth                    |                                  |
| 2017  | Speech & Debate                           | Diwata                  |                                  |
| 2017  | L'autorisation                            | Stevie                  |                                  |
| 2018  | Ask for Jane                              | Donna                   |                                  |
| 2020  | Viena and the Fantomes                    | Loona                   |                                  |

### Télévision
| Année           | Titre                        | Rôle           | Notes                                         |
| --------------- | ---------------------------- | -------------- | --------------------------------------------- |
| 2006            | New York, police judiciaire  | Katie White    | Saison 16, épisode 16: Le prix d'une carrière |
| 2008            | New York, section criminelle | Tessa Nobile   | Saison 7, épisode 19 : La Cour des grands     |
| 2009            | Gossip Girl                  | Kira Abernathy | Personnage invité ; 2 épisodes (saison 3)     |
| 2011; 2014-2016 | The Good Wife                | Marissa Gold   | Rôle récurrent; 22 épisodes                   |
| 2011            | La Loi selon Harry           | Sela Vinson    | Saison 2, épisode 4 : La Reine noire          |
| 2013            | Blue Bloods                  | Rebecca        | Saison 3, épisode 14 : Instinct paternel      |
| 2013            | Nurse Jackie                 | Hannah Cohen   | Personnage invité ; 2 épisodes (saison 5)     |
| 2014            | Girls                        | Rebecca        | Saison 3, épisode 9 : Flo                     |
| 2016            | Bull                         | Ellen Huff     | Saison 1, épisode 3 : Le Quatrième pouvoir    |
| 2017–2022       | The Good Fight               | Marissa Gold   | Personnage régulier                           |